# 무슬라흐
무슬라흐(러시아어: Муслах)는 러시아 다게스탄 공화국 루툴스키군에 위치한 위치한 셀로(Cело)이다. 인구는 2021년 기준 424명이며, 이는 1989년(496명)과 2002년(784명)에 기록된 인구보다 적은 수치이다. 3개의 거리가 존재한다.

## 지리
무슬라흐는 캅카스산맥의 사무르강 계곡에 위치하며, 루툴스키군의 중심지인 루툴로부터 북서쪽으로 42km 떨어져 있다. 미슐레시와 차후르는 가장 가까운 마을이다.

## 민족
인근의 마을인 차후르와 마찬가지로 차후르인이 거주한다.

## 저명한 거주자
- 야흐야 페르잘리예프 (사회주의 노동영웅)